# Lado B (portal periodístico)
Lado B es un periódico en línea fundado en la ciudad mexicana de Puebla en 2011 por un grupo de siete periodistas que reaccionaron así a la huelga del medio en el que trabajaban. El objetivo desde un inicio fue crear un proyecto regional, con una agenda informativa basada principalmente en temas de derechos humanos.
Desde sus primeros años el sitio obtuvo diversos reconocimientos y premios a nivel local y nacional, principalmente por reportajes o crónicas centrados en temás de género, justicia o corrupción política.
Aunque el sitio cuenta con espacios publicitarios, una parte importante del proyecto original fue buscar la independencia editorial al invitar a socios para financiar su operación. La primera convocatoria no funcionó, pero en años posteriores lanzaron campañas de crowdfunding que les han permitido continuar trabajando.
Además de usar el crowdfunding para sostener el periódico de manera general, una de sus primeras convocatorias de este tipo, que lanzaron en 2015, fue para juntar los casi 10 mil pesos que el gobierno del estado de Puebla pedía para liberar un expediente solicitado por el medio a través de los órganos de transparencia.

## Relación con otros medios
A lo largo de su historia, Lado B ha establecido alianzas con otros medios, ya sea para coberturas conjuntas de algún tema o para compartir contenidos. 

### «Tejiendo redes»
En 2018 se integra a la alianza de medios «Tejiendo redes», proyecto de la Red de Periodistas de a Pie, que agrupa a 11 medios locales, regionales, nacionales o especializados en derechos humanos.

### Verificado 2018
Durante la campaña presidencial de México de 2018 se integra al proyecto Verificado 2018, el cual buscó «combatir las noticias falsas, revisar el discurso de los candidatos y generar contenido que sirviera para explicar las diferentes etapas del proceso electoral». Dicho esfuerzo agrupó a más de 60 participantes, entre medios impresos, digitales, estaciones de radio, universidades públicas, privadas y organizaciones no gubernamentales, y convocado por Animal Político, AJ+ Español, Newsweek en Español y Mexicanos contra la corrupción, entre otros.
Verificado 2018 fue premiado en la categoría Mejor proyecto de fidelización de audiencias jóvenes de los Premios LATAM Digital Media, entregados por la Asociación Mundial de Periódicos y Editores de Noticias (WAN-IFRA)